# 開治村
開治村（かいじむら）は、愛知県海西郡にかつてあった村である。
現在の愛西市の北部（旧・八開村北部）の川北町・鵜多須町・上東川町・下東川町・二子町などに該当する。

## 歴史
- 1878年（明治11年） -
  - 東川村と鵜多須村が合併し、開治村となる。
  - 二子村と古赤目村が合併し、二子村となる。
- 1889年（明治22年）10月1日 - 開治村、二子村、川北村が合併し発足。
- 1906年（明治39年）7月1日 - 八輪村、六ツ和村の一部と合併し八開村発足。同日開治村は廃止。

## 教育
- 開治尋常小学校（現・愛西市立開治小学校）